# Браман
Брахман (санскрит: ब्रह्म bráhman, из корена brh – бујати, расти) је хиндуистички концепт свеобухватног битка, који је основа свих бића, материја, времена и простора и свега постојећег. У веданти, браман као универзални принцип свеобухватности је у корелацији с атманом, индивидуалним принципом који у њега увире, и његова је манифестација. Будизам негира обе чланице овог односа, негира апсолут (браман) и негира појединачно сопство (атман). Принцип брахмана не треба поистовећивати са божанством Брахма у хиндуизму.
У главним школама хиндуистичке филозофије то је материјални, ефикасни, формални и коначни узрок свега што постоји. То је свеприсутна, бескрајна, вечна истина и блаженство које се не мења, али је и узрок свих промена. Браман као метафизички концепт који се односи на јединствено везивно јединство иза различитости у свему што постоји у универзуму.
Браман је ведска санскртска реч, а концептуализована је у хиндуизму, наводи Пол Дусен, као „стваралачки принцип који лежи реализован у целом свету“. Браман је кључни концепт који се налази у Ведама, и о њему се опширно расправља у раним Упанишадама. Веде концептуализују Брамана као космички принцип. У Упанишадама је различито описано као Сат-цит-ананда (истина-свест-блаженство) и као непроменљива, трајна, највиша стварност.
О Браману се у хиндуистичким текстовима говори са концептом Атмана (санск. आत्मन्), (Ја), личног, безличног или Пара Брамана, или у различитим комбинацијама ових квалитета у зависности од филозофске школе. У дуалистичким школама хиндуизма, као што је теистичка Двајта Веданта, Браман се у сваком бићу разликује од Атмана (Ја). У недуалним школама као што је Адвајта Веданта, Брахман је идентичан Атману, свуда је унутар сваког живог бића, а духовно јединство је повезано у свом постојању.

## Атрибути брахмана
Главни атрибути брахмана су вечан, постојан, непоколебљив, самопостојећи, пун, нематеријалан, неограничен простором и временом, незахватљив чулном и разумском спознајом. Сваки облик засебног постојања је идентичан с њим, из њега потиче и њему се враћа.
| „               | Будући свепрожимајући, браман није ограничен простором; будући вечан, није ограничен временом, а будући по природи све, није ограничен ни једним објектом. Стога је браман бесконачан у сва три погледа. Браман који је биће (сат), свест (ћит) и блаженство (ананда) јесте стварност. Онај ко зна брамана тако сам постаје браман. Браман је нерођен. Стога се он не рађа поново. | ” |
| — Шри Видјарања | |   |

Брахман се као крајња стварност не сме бркати с посебним бићима, јер је, будући свеобухватан, далеко више од било које ограничене манифестације. Стога, није чудо што се брахман понекад поистовећује с небићем.

## Спознаја брамана
Ко схвати „пуноћу“ и непоколебљивост „брахмана“, уживаће пуно и непоколебљиво благостање (Ћхандогја-упанишад, III, 12, 9). „Патња је све што је различито од тог брахмана“ (ид. III, 5).
У хиндуизму се просветљенима сматрају они који увиђају да је браман идентичан с атманом (индивидуалним сопством).